# 宮将軍
宮将軍（みやしょうぐん）は、鎌倉時代後期に征夷大将軍に任じられた宗尊親王・惟康親王・久明親王・守邦親王の4親王を指す歴史用語。現代では皇族将軍（こうぞくしょうぐん）、親王将軍（しんのうしょうぐん）とも呼ぶ。また彼らを総称して鎌倉宮家（かまくらのみやけ）と表現することもある。
なお、建武の新政期に後醍醐天皇より任じられた護良親王と成良親王も宮将軍と呼ぶことがある。しかし前者の4親王は鎌倉政権の形式上の長で実権を持たないのに対し、後者の2親王は建武政権において短期間ではありながら重要なその一翼を担った実務者だったことが根本的に異なる。

## 概要
鎌倉幕府の基本的な主従制構造は、武家の棟梁である鎌倉殿（≒征夷大将軍）と御家人との御恩と奉公の関係により成り立っていた。しかし、鎌倉殿の後継であった源実朝の他に源頼朝直系の源氏嫡流の子孫がいないことや、実朝自身に子がないことから源氏将軍が絶え、「皇族から武家の棟梁を」と考えた実朝の母北条政子やその弟北条義時らにより1218年の時点で一度朝廷側に提案された。しかし、翌1219年に起きた実朝暗殺により後鳥羽上皇の拒否に遭い頓挫し、源頼朝と血縁関係にあった2歳の九条頼経が鎌倉に下向することでようやく将軍職を相続することとした（摂家将軍）。だが頼経は成長すると独自の政権運営を指向し、執権に反抗的な態度を取ったために追放される（宮騒動）。
その後、頼経の子頼嗣が将軍職を継承するが、1252年に北条時頼らの奏請により、後嵯峨天皇の第1庶皇子である宗尊親王が将軍として鎌倉に迎え入れられることとなる。しかし、すでに幕府の権力は執権の地位にあった北条氏が保持していたため、将軍といえども名目となっていた。そのため、就任は10歳前半までに行い、長じても20歳代までに将軍職を辞任して京都に返され、中務卿・式部卿などに任ぜられることが通例であった。ただし、宗尊親王と次の惟康親王については両統迭立問題との関連を指摘する説もある（後述）。最後の将軍であった守邦親王は幕府滅亡後に鎌倉で出家している（守邦は鎌倉で生まれているため、親王宣下を受けた皇族でありながら生涯京都の地を踏んだことはなかった）。
なお、宮将軍として2代目となる惟康王は将軍在任中に臣籍降下し、源姓を賜与され源惟康として源氏将軍となっているが、最終的には皇族（惟康親王）に復帰し宮将軍に落ち着いている。惟康の源氏賜姓は、当時の蒙古襲来（元寇）という未曽有の事態に対する、北条時宗による政策の一環であったとする説がある。時宗はかつての治承・寿永の乱あるいは承久の乱を先例として、惟康を頼朝になぞらえ、時宗自身は高祖父の義時になぞらえることで、御家人ら武士階級の力を結集して、元に勝利することを祈願したのだという。1279年の惟康の正二位への昇叙、1287年の右近衛大将への任官はいずれも頼朝を意識してのものであり、北条氏がその後見として幕政を主導することによって、同氏による得宗専制の正統性を支える論理としても機能していた。特に源氏賜姓と正二位昇叙はいずれも時宗政権下で行われており、時宗が源氏将軍の復活を強く望んでいたことが窺える。また親王宣下については、将軍の親王化を目指す内管領平頼綱の意向によるもので、執権北条貞時が成人した惟康の長期在任を嫌い、後深草上皇の皇子である久明親王の就任を望み、惟康追放の下準備を意図したものであったとしている。

## 宮将軍が鎌倉幕府に果たした役割
そもそも、鎌倉幕府は朝廷の律令制度を巧妙に利用して成立した統治機構であった。幕府の政治機構である政所の開設は従三位以上の貴人に許される特権であり、政所の職員は朝廷から叙位を受け官吏としての処遇を受ける。幕府の統治を支えた守護地頭制や大犯三箇条も朝廷の勅許・勅命によるものであった。そのため、源氏将軍であれ摂家将軍であれ、代々の将軍は位階が三位に達しない段階では政所を開設できず、また幕府の命令書も将軍が三位に昇るまでは袖判下文、三位以上となった段階で政所下文とその格式を採用することができた。宮将軍擁立以降の統治機構は政所となり、また、その命令書も政所下文となることが常となった。鎌倉幕府の法的な正当性が常時保たれることとなったのである。まして、親王ともなれば、その命令書は令旨として法的な効果を有するものである。
また、名目上の存在であっても、将軍はあくまでも幕府の首長であり、すべての御家人の主君であることから、御家人たちに対して一定の求心力が要求された。そのため、もとは伊豆の地方豪族に過ぎない出自の低さから、北条氏は将軍職に就くことができなかった。
後鳥羽上皇による承久の乱は鎌倉幕府の勝利に終わったものの、鎌倉幕府が朝廷より征夷大将軍としての任命を受けて成立している以上、朝敵とされれば政権としての正当性を失いかねず、摂家将軍は安定性を欠いていた。実際、頼経が傀儡であることを嫌い幕府の実権を北条氏から奪取しようとしたことは、幕府及び北条氏が摂家将軍に見切りをつける大きな要因となった。その点、宮将軍は鎌倉幕府と朝廷を結びつける役割を果たし、幕府の存在自体を正当化させる上で非常に大きな意義を持った。
康元2年（1257年）2月26日、北条時宗（のち第8代執権）は宗尊親王を烏帽子親として元服し（『吾妻鏡』同日条）、その偏諱（「宗」の字）を賜った。その後「得宗専制」が始まると、時宗の子・貞時とその子・高時は惟康親王・守邦親王の偏諱を受けなかったが、鎌倉時代末期の元徳3年/元弘元年（1331年）に元服した高時の嫡子は、将軍・守邦親王の偏諱を賜って「邦時」と名乗っている。その他、第6代執権・長時の系統にして得宗に次いで高い家格を誇る赤橋流北条氏の歴代当主（義宗―久時―守時）も宗尊親王、久明親王、守邦親王の偏諱を受けている。のちに執権となる人物が宮将軍の偏諱を受けたのは、第8代執権・時宗と第16代執権・守時の2名であった。

## 宮将軍と両統迭立問題
一方で、後嵯峨天皇の段階になって宮将軍が成立した背景には朝廷側の事情も存在していた事実が近年指摘されている。
これまで宮騒動及び摂家将軍制の終焉について、九条頼経と北条氏の対立という幕府側の問題だけで語られる傾向があったが、近年になって同時並行的に承久の乱で佐渡国に流された順徳上皇の関係者（生母の修明門院や皇子の忠成王ら）が後嵯峨天皇を排除して皇位を自己の系統に奪還するために頼経の父である元関白の九条道家に接近しており、土御門上皇系の皇統（後嵯峨天皇）・西園寺家と順徳上皇系の皇統（忠成王）・九条家の対立に発展していた朝廷内部の事情が明らかにされている。こうした状況下で後嵯峨上皇は幕府との連携を強化することで、順徳上皇系に対する牽制を図ろうとしたと考えられ、幕府側から申し入れられた宮将軍の構想は渡りに船であったと言える。
最初の宮将軍には後深草天皇の異母兄である宗尊親王と同母弟である恒仁親王（亀山天皇）が候補に挙がったが、選ばれたのは生母の身分の問題により皇位継承の可能性が低かった宗尊であった。とは言え、宗尊も曾祖母である承明門院（土御門上皇の生母）に育てられ、断絶した後高倉院の皇統に残されていた所領（室町院領・式乾門院領）の未来領主に指定されるなど、後深草・亀山両天皇に次ぐ存在として扱われていた。それは将軍就任後も変わらず、正室は摂関家の近衛家から選ばれ、将軍在任中に一品親王・中務卿に任じられるなど、その立場に変化はなかった。鎌倉幕府も宗尊の皇族としての立場を重要視しており、京都への送還直後に武藤景頼を派遣して後嵯峨上皇と宗尊の関係を取り持ち、更に宗尊当人にも所領5か所を献上するなど、宗尊との関係維持に努めている。
宗尊親王の後を継いだ息子の惟康親王（正確には惟康王→源惟康→惟康親王）の就任にあたっては、幕府は二階堂行忠・安達時盛を使者として上洛させて惟康王の次期将軍就任の奏請を行い（『外記日記』文永3年7月21日条）、これを受ける形で治天の君である後嵯峨上皇がわずか3歳で従四位下征夷大将軍に任じており、依然として治天の孫王としての礼遇を受けている。しかし、その4年後には従三位左近衛中将に任ぜられて臣籍降下した。この問題も幕府内部の問題だけでは論じることが出来ず、惟康の将軍就任から2年後に兄である後深草上皇の皇子を斥けて弟である亀山天皇の皇子世仁親王（後宇多天皇）が立太子されたことが関わっている。亀山天皇の子孫による皇位継承の方針が打ち出されたことで宗尊親王系が皇位継承に関わる可能性が失われ、朝廷からも源氏への臣籍降下が求められたのである。ところが後嵯峨法皇が亡くなった後、後深草上皇が巻き返しに成功し、煕仁親王（伏見天皇）の立太子、そして即位が実現する。しかし、伏見天皇の践祚の1か月前、亀山院政（後宇多天皇）最後の決定の1つとして惟康の皇族復帰・親王宣下が決定されたのである。猶子関係もないままに孫王である惟康に親王宣下が認められた背景には、後深草上皇の系統の復権が確実になった中で亀山上皇系＝大覚寺統がそれまで皇位継承から排除するために臣籍降下を求めていた宗尊親王系を自己の皇統に取り込む方針に転換したためと考えられている（その後、惟康の2人の妹である掄子女王と瑞子女王が共に後宇多上皇の妃になっている）。しかし、2年後に伏見天皇は皇子・胤仁親王（後伏見天皇）の立太子を幕府から認められる。その結果、後深草上皇系＝持明院統の皇位継承権が確立され、両統迭立が成立することになる。そして、後深草上皇は大覚寺統と密着した宗尊親王系に代わって自己の皇子を将軍に就けるように幕府に求めるようになり、胤仁の立太子から5か月後に惟康親王は京都に送還されることになった。将軍としての惟康の立場は両統迭立の成立過程と密接に関わっていたと言えよう。
後深草上皇の皇子である久明親王は持明院統と鎌倉幕府の関係強化のために将軍職に就けられたが、その一方で正室として惟康親王の娘を迎えた。これによって義理とは言え、惟康と久明は父子関係が結ばれることになり、宗尊親王以来の世襲が維持される形になった。そして、惟康親王の娘は後継者となる守邦親王を生んだことで、宗尊－惟康＝久明－守邦という継承が成立することになる。久明親王が送還された直後に大覚寺統の後二条天皇が崩御して持明院統の花園天皇が即位しているものの、2つの出来事に相関関係を見出すことが出来ず、完全に幕府側の事情によるものなのか、それとも朝廷側に別の事情があったのかは不明である。
最後の将軍となった久明親王の息子の守邦親王は、後深草上皇の孫王にあたるため、本来であれば「守邦王」である筈であるが、将軍宣下の翌日に親王宣下を受けている。天皇や院との猶子関係の無い孫王が親王宣下を受けることは惟康親王の先例によるものと思われるが、守邦の場合は孫王身分のまま親王宣下を受けており、極めて特殊な事例であった。また、孫王でありながら鎌倉で生まれ、幕府滅亡後に恐らく鎌倉で没したと推定され、京都の地に一度も足を踏み入れることなく生涯を終えたという点でも極めて特殊な存在であった。
前述のように惟康と久明を婚姻を介した義理の父子と理解した場合、宗尊親王から守邦親王まで父子による将軍職と親王の品位の世襲が実現していたことになり、宗尊親王を祖とする「親王将軍家」という家系の存在が認識可能となる。親王と将軍職が不可分で、猶子関係のない孫王であっても親王宣下を受けられたという点では後世の宮家とは性質は異なるものの、その先駆的な性格は持っていたと言える。また、最後の将軍となった守邦を例外として、歴代の宮将軍は鎌倉幕府によって一方的に将軍職を解任されて京都に送還されているが、いずれも帰洛後も親王の身分を剥奪されることもなく、皇室の成員の1人として遇されている点でも特別な待遇を受けていたと言える。

## 江戸時代の宮将軍擁立説
江戸時代の延宝8年（1680年）に江戸幕府4代将軍徳川家綱が嗣子なくして死去した後、大老酒井忠清が次の将軍に有栖川宮家より幸仁親王を迎えるよう提案し、堀田正俊らの反対に遇い、実現しなかったとする宮将軍擁立説がある。これは『徳川実紀』をはじめとした史料に見られ通説として扱われてきたが、近年では歴史家・辻達也の再評価があり、忠清失脚後の風説から流布したものであるとする指摘もある。